# Italia News Network
Italia News Network è stata una rete televisiva all-news italiana.

## Storia
Era una emittente televisiva satellitare gestita dalla Sitcom e attiva dal 1997 al 2003 nell'offerta satellitare di Telepiù. Nei primi tre anni, essa oltre ad avere una propria redazione, si è avvalsa dei contributi di varie tv locali italiane così da avere una copertura dell'intera penisola:
- Piemonte e Valle d'Aosta: Rete 7
- Liguria: Telegenova
- Lombardia: Telenova
- Trentino e Alto Adige: RTTR
- Veneto e Friuli-Venezia Giulia: Telepadova
- Emilia-Romagna: Sestarete
- Marche: Teleadriatica
- Toscana: VideoFirenze
- Umbria: RTE 24H
- Lazio: Super 3
- Abruzzo: Tele Abruzzo Regionale TAR
- Molise: Teleregione Molise
- Puglia: Antenna Sud
- Campania: Telelibera 63
- Basilicata: Videotre (Agenzia di Stampa)
- Calabria: Telespazio Calabria 1
- Sicilia: Telecolor
- Sardegna: Sardegna Uno

## Restyling e chiusura
Nel 2001, oltre a subire un restyling, assunse un carattere maggiormente improntato alle notizie nazionali ed estere.
Chiuse nel 2003 durante la fusione di Tele+ e Stream TV e fu sostituito da Sky TG24 nell'estate del 2003 con l'introduzione dei nuovi canali della Pay Tv Sky Italia.